# Euroleague Basketball Next Generation Tournament
Lo Euroleague Basketball Next Generation Tournament è un torneo cestistico giovanile europeo per squadre di club maschili Under-18 che si tiene a partire dalla stagione 2002-2003.

## Il nome
Il primo torneo fu disputato a Barcellona nel 2003. Il nome iniziale era Euroleague Basketball Internatonal Junior Tournament, o anche Nike International Junior Tournament (NIJT), sponsorizzato dalla Nike.

Dal 2014 la denominazione divenne Euroleague Basketball Next Generation Tournament, sponsorizzata dall'Adidas.

## Albo d'oro
| Stagione | Vincitore         | Risultato | Finalista                   | MVP della finale    |
| -------- | ----------------- | --------- | --------------------------- | ------------------- |
| 2002-03  | Žalgiris          | 87-80     | Maccabi Tel Aviv            | Rolandas Alijevas   |
| 2003-04  | CSKA Mosca        | 90-62     | Montepaschi Siena           | Vasilij Zavoruev    |
| 2004-05  | CSKA Mosca        | 97-64     | Žalgiris                    | Vasilij Zavoruev    |
| 2005-06  | CSKA Mosca        | 59-55     | Žalgiris                    | Ivan Neljubov       |
| 2006-07  | Žalgiris          | 78-74     | FMP Železnik                | Donatas Motiejūnas  |
| 2007-08  | FMP Železnik      | 80-70     | Barcellona                  | Dejan Musli         |
| 2008-09  | FMP Železnik      | 123-110   | Lietuvos rytas              | Dejan Musli         |
| 2009-10  | INSEP             | 83-73     | FMP Železnik                | Livio Jean-Charles  |
| 2010-11  | Zagabria          | 76-65     | Žalgiris                    | Dario Šarić         |
| 2011-12  | Lietuvos rytas    | 88-70     | Fenerbahçe                  | Metecan Birsen      |
| 2012-13  | Joventut Badalona | 82-59     | Barcellona                  | Alberto Abalde      |
| 2013-14  | Stella Rossa      | 55-42     | Real Madrid                 | Vojislav Stojanović |
| 2014-15  | Real Madrid       | 73-70     | Stella Rossa                | Luka Dončić         |
| 2015-16  | Barcellona        | 90-82     | Stella Rossa                | Boriša Simanić      |
| 2016-17  | INSEP             | 65-58     | Mega Bemax                  | Ivan Février        |
| 2017-18  | Lietuvos rytas    | 76-71     | Stella Azzurra              | Deividas Sirvydis   |
| 2018-19  | Real Madrid       | 95-76     | Mega Bemax                  | Mario Nakić         |
| 2020-21  | Real Madrid       | 81-78     | Barcellona                  | Eli Ndiaye          |
| 2021-22  | Mega Bemax        | 82-61     | Next Generation Select Team | Nikola Đurišić      |
| 2022-23  | Real Madrid       | 71-60     | Next Generation Select Team | Jan Vide            |
| 2022-23  | Real Madrid       | 85-84     | INSEP                       | Hugo González       |

## Vittorie per club
| Club              | Titolo | Anno                         |
| ----------------- | ------ | ---------------------------- |
| Real Madrid       | 5      | 2015, 2019, 2021, 2023, 2024 |
| CSKA Mosca        | 3      | 2004, 2005, 2006             |
| Žalgiris Kaunas   | 2      | 2003, 2007                   |
| FMP Železnik      | 2      | 2008, 2009                   |
| INSEP             | 2      | 2010, 2017                   |
| Rytas Vilnius     | 2      | 2012, 2018                   |
| KK Zagabria       | 1      | 2011                         |
| Joventut Badalona | 1      | 2013                         |
| Stella Rossa      | 1      | 2014                         |
| Barcellona        | 1      | 2016                         |
| Mega Belgrado     | 1      | 2022                         |